# Jungle Trailblazer (Oriental Heritage, Jinan)
Jungle Trailblazer, chinesisch: 丛林飞龙, ist eine Holzachterbahn der Konstrukteure The Gravity Group im Oriental Heritage bei Jinan in China, die am 16. August 2015 eröffnet wurde.
Die 995 m lange Strecke erreicht eine Höhe von 32,3 m und besitzt eine 31,7 m hohe erste Abfahrt von 62°, auf der die Züge eine Höchstgeschwindigkeit von 88,9 km/h erreichen. Außerdem besitzt sie als Inversion einen Korkenzieher.

## Züge
Jungle Trailblazer besitzt zwei Züge von Gravitykraft Corporation mit jeweils zwölf Wagen. In jedem Wagen können zwei Personen (eine Reihe) Platz nehmen.